# Fang Bao
Fang Bao (1668-1749) escriptor, poeta, acadèmic i filòsof xinès durant la primera etapa de la dinastia Qing, especialment valorat per ser un del membres fundadors de l'Escola de Tongcheng.

## Biografia
Fang Bao (en xinès: 方苞; en pinyin: Fāng bāo) va néixer el 25 de maig de 1668 a Tongcheng, Zongyang a la província de Anhui, durant el regnat de l'emperador Kangxi.

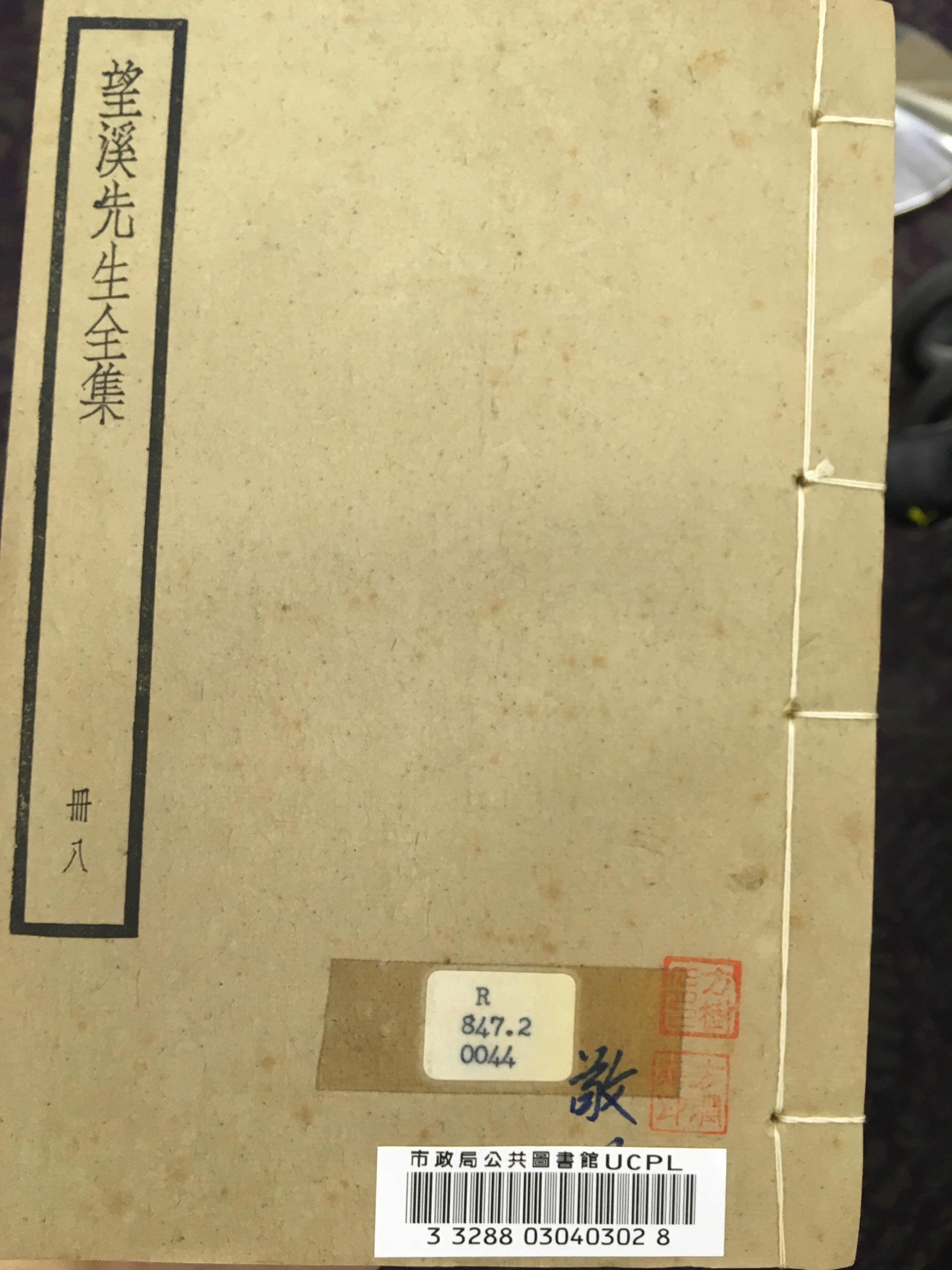
Portada del llibre 8 dels escrits "Wangxi Wenji" de Fang Bao.
Biblioteca Pública de Hong Kong.

Va obtenir el grau de "jinshi" l'any 1706.
Va morir el 29 de setembre de 1749.

### El cas Nanshan i els posteriors càrrecs oficials
Fang Bao va ser un dels intel·lectuals de l'època que va col·laborar amb l'escriptor Dai Mingshi autor de l'obra "Nanshan ji" (Recull de la Muntanya del Sud) publicació on s'expressava una certa nostàlgia per la dinastia anterior, la Ming, i a on Fang hi va escriure el pròleg. Dai va ser executat per ordres de l'emperador Kangxi i Fang gràcies al seu talent com a escriptor només va ser empresonat durant un any i mig; posteriorment va ocupar diversos càrrecs oficials a l'Acadèmia Hanlin, a la Impremta Imperial i també Viceministre de Rites. L'emperador Qianlong el va nomenar Vice-director de l'organisme encarregat de la compilació dels "Tres Rituals Clàssics". (Sanli 三禮: Yili 儀禮, Liji 禮記 i Zhouli 周禮) i Chunqiu 春秋 "
Gràcies a la seva reputació en el coneixement de la literatura antiga li van 'encarregar de la supervisió de "l'Antologia Imperial d'assajos dels quatre llibres" (Qinding sishu wen” 钦定 四叔 文).

### L'escola de Tongcheng
Se’l considera un dels fundadors de l'Escola de Tongcheng que va agrupar a escriptors com Liu Bao, Liu Dakui i Yao Nai, tots nadius de Tongcheng a la província d'Anhui, d'aquí el nom de l'escola. L'Escola va ser una de les més valorades i influents a mitjans de la Dinastia Qing, i va introduir el terme del "Yi Fa" que determina que un treball literari ha de tenir en compte els aspectes conceptuals o les idees (Yi), i l'estructura o la forma literària (Fa).

## Obra[7][2]
- Zhouguan Jizheng (周官集證)

- Zhouguan Xiyi (周官析疑)
- Zhouguan Bian (周官辨)
- Yili Xiyi (儀禮析疑)
- Kaogongji Xiyi (考工記析疑)
- Liji Xiyi (禮記析疑)
- Chunqiu Zhijie (春秋直解)
- Sangli Huowen (喪禮或問)
- Chunqiu Tonglun (春秋通論)
- Chunqiu Bishi Mulu (春秋比事目錄)
- Zuozhuan Yifa Juyao (左傳義法舉要)
- Shiji Zhu Buzheng (史記注補正)
- Lisao Zhengyi (離騷正義)
- Wangxi Wenji (望溪文)